# Remo Fabbri
Remo Fabbri (Pieve di Cento, 1890 – Pieve di Cento, 1977) è stato un pittore italiano.
Artista dalla poliedrica e vasta produzione come pittore, affreschista, illustratore e ceramista di orientamento futurista attivo nel XX secolo.

## Famiglia
Era il fratello minore di Francesco Fabbri (1876-1962) di Pieve di Cento, pittore e decoratore molto apprezzato al suo tempo che gli fu maestro. e cugino di Giuseppe Fabbri (1901-199?) di Pieve di Cento, giornalista con una breve esperienza come ceramista nell'ambito del movimento futurista.

## Biografia
È stato un pittore "di notevole personalità e vasta produzione artistica di ottimo livello" cimentatosi in diverse esperienze artistiche come l’affresco, l'illustrazione e la ceramica.
Aderì al movimento futurista di Marinetti.
Negli anni ’60 del XX secolo collabora con la tipografia Bagnoli 1920 di Pieve di Cento come illustratore
Partecipa a diverse mostre sia come pittore che ceramista.
Nel 1963 il suo studio di Pieve di Cento è frequentato da Vittorio Buratti.
Muore a Pieve di Cento nel 1977, cittadina in cui sono esposte varie sue opere presso la Pinacoteca Civica tra cui il ritratto della cantante lirica Alice Zeppilli del 1940 circa.

## Mostre[4]
- 1928 Mostra Futurista presso la Società Musicale "G. Sarti" di Faenza ha partecipato con opere di pittura.
- 1929 Mostra d'Arte Futurista Novecentista Strapaesana al Teatro Scientifico di Mantova con opere prodotte dalla bottega di Mario Ortolani.